# R-3 (ミサイル)

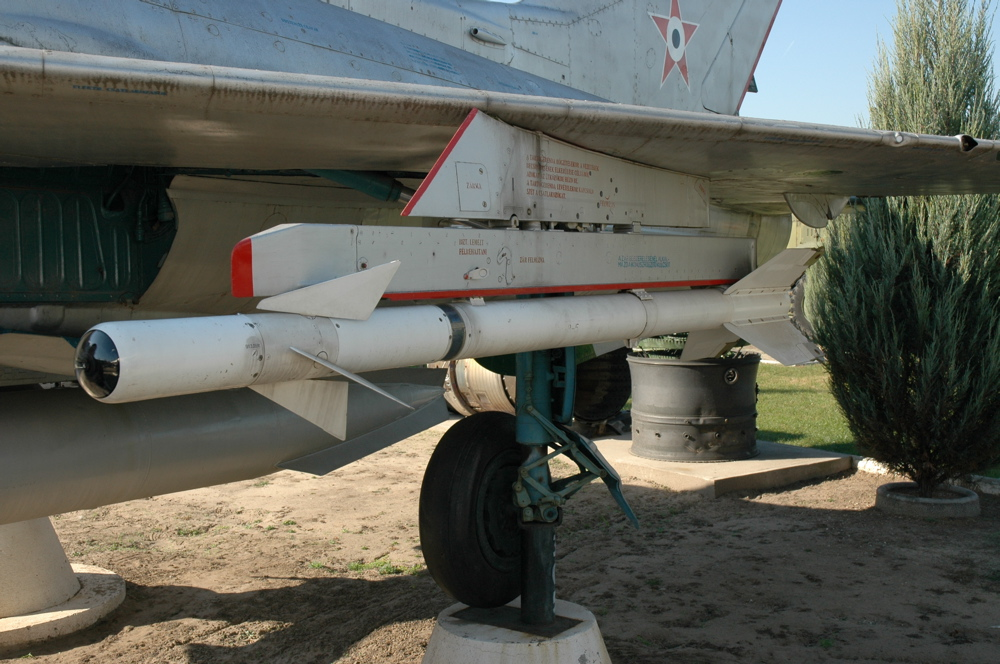
ハンガリー、バーチ・キシュクン県Kecelの軍事史博物館公園に展示されている、MiG-21翼下のR-3

R-3（ロシア語：Р-3）は、ソビエト連邦の空対空ミサイル。開発名称はK-13またはオブイェクト300（ロシア語：К-13 Объект 300）、NATOコードネームはAA-2 アトール（Atoll）。
AIM-9B サイドワインダーのリバースエンジニアリングによって開発されたミサイルと考えられており、ルーマニアのA-91と中国のPL-2は、このミサイルのライセンス生産品である。

## 開発
金門砲戦の最中の1958年9月24日、台湾空軍のF-86が発射したAIM-9B サイドワインダーが中国人民解放軍空軍のMiG-17に命中した。このミサイルは不発であったことから中国人民解放軍空軍によって回収され、ソビエト連邦へ送られた。後にヴィーンペル科学製造連合の主任技術者であったゲンナジー・アレクサンドロビッチ・ソコロフスキーは、「サイドワインダーはミサイル製造技術の大学であり、機械工学教育を向上させると共に我々の新型ミサイル開発へのアプローチを更新した」と述べている。
2年後には、初期型であるR-3の生産が開始され、1962年には量産型であるR-3Sの生産が開始された。同年、MiG-21と共に中国に有償供与され、PL-2の開発へ続いている。また、1961年より開発が開始されたセミアクティブ式ミサイルは、R-3Rとして1966年に実用化された。
ヴィーンペル設計局は、1960年代末より性能向上型K-13Mの開発に着手し、1973年にR-13Mとして制式化された。さらに、最終型となる運動性向上型のR-13M1が開発された。これらに対しては、アドバンスド・アトール（Advanced Atoll）というNATOコードネームが割り当てられている。

## 戦歴
北ベトナムのMiG-21によって使用された。北ベトナム空軍は一撃離脱戦法を採っていたため、斉射の後離脱している。
中東では、第三次中東戦争および消耗戦争・第四次中東戦争・レバノン侵攻においてアラブ諸国の空軍が使用したが、優勢なイスラエル空軍の前に十分な戦果は得られなかった。アラブ諸国が十分な戦果を上げられなかったのは、未熟なパイロットが最小有効射程を割り込んで使用したためとも考えられている。一方、イスラエルでは第三次中東戦争で鹵獲したR-3Sを評価したところ、自国製のシャフリル1よりも優秀な性能であったため、1967年12月からミラージュIII CJに装備し、以後の実戦で使用されている。

## バリエーション
R-3（K-13）
初期型。
R-3S（K-13A、オブイェクト310）
量産型。
R-3R（K-13A、オブイェクト320）
セミアクティブ・レーダー・ホーミング（SARH）型。
R-3U
照準訓練型（シーカーのみ）。
R-3P
発射訓練型（炸薬無し）。
R-3MV
ターゲットドローン。
R-13M（K-13M、オブイェクト380）
性能向上型。
R-13M1
R-13Mの運動性向上型。
A-91
ルーマニアのライセンス生産型。
PL-2
中国のライセンス生産型。

## 要目
| 要目                | R-3S                            | R-3R                                                            | R-13М                                            | R-13М1                                          |
| ------------------- | ------------------------------- | --------------------------------------------------------------- | ------------------------------------------------ | ----------------------------------------------- |
| 計画番号            | 310                             | 320                                                             | 380                                              | 380M                                            |
| 採用年              | 1962年                          | 1967年                                                          | 1974年                                           | 1976年                                          |
| 最大射程（km）      | 7.6                             | 8                                                               | 15                                               | 15                                              |
| 最小射程（km）      | 0.9                             | 1.5                                                             | 0.9                                              | 0.3                                             |
| 全長（mm）          | 2,838                           | 3,417（3,120）                                                  | 2,875                                            | 2,876                                           |
| 直径（mm）          | 127                             | 127                                                             | 127                                              | 127                                             |
| 翼幅（mm）          | 528                             | 528                                                             | 632                                              | 651                                             |
| 方向舵（mm）        | 127                             | 127                                                             | 420                                              | 453                                             |
| 発射重量（kg）      | 75.3                            | 83.5                                                            | 87.7                                             | 90.6                                            |
| 飛行時間（秒）      | 21                              | 21                                                              | 54                                               | 52                                              |
| 速度（m/秒）        | 550                             | 550                                                             | 550                                              | 550                                             |
| 許容発射加速度（g） | －                              | －                                                              | 3.7                                              | 5-6                                             |
| 許容旋回加速度（g） | 3                               | 2                                                               | 7                                                | 8                                               |
| 弾頭                | 破片効果弾頭11.3kg              | 破片効果弾頭11.3kg                                              | ロッド式弾頭11.3kg                               | ロッド式弾頭11.3kg                              |
| 信管                | 光学式 454-K                    | 電波式 Ястреб                                                   | レーダー式 Синица                                | レーダー式 Синица                               |
| 誘導システム        | 赤外線ホーミング（IRH） TGS-13K | セミアクティブ・レーダー・ ホーミング（SARH; 10-20GHz） ПАРГ-13 | 赤外線ホーミング（IRH） Иней 70 フロンによる冷却 | 赤外線ホーミング（IRH） Иней-M フロンによる冷却 |
| エンジン            | ПРД-80А                         | ПРД-80А                                                         | ПРД-240                                          | ПРД-240                                         |

## 採用国
ブルガリア
2024年時点で、ブルガリア空軍が保有。
 キューバ
 エリトリア
 北朝鮮
 ベトナム

## 画像

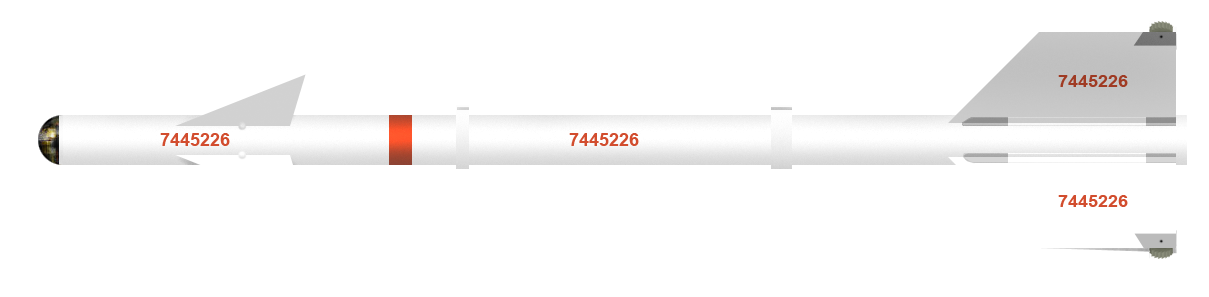
R-3
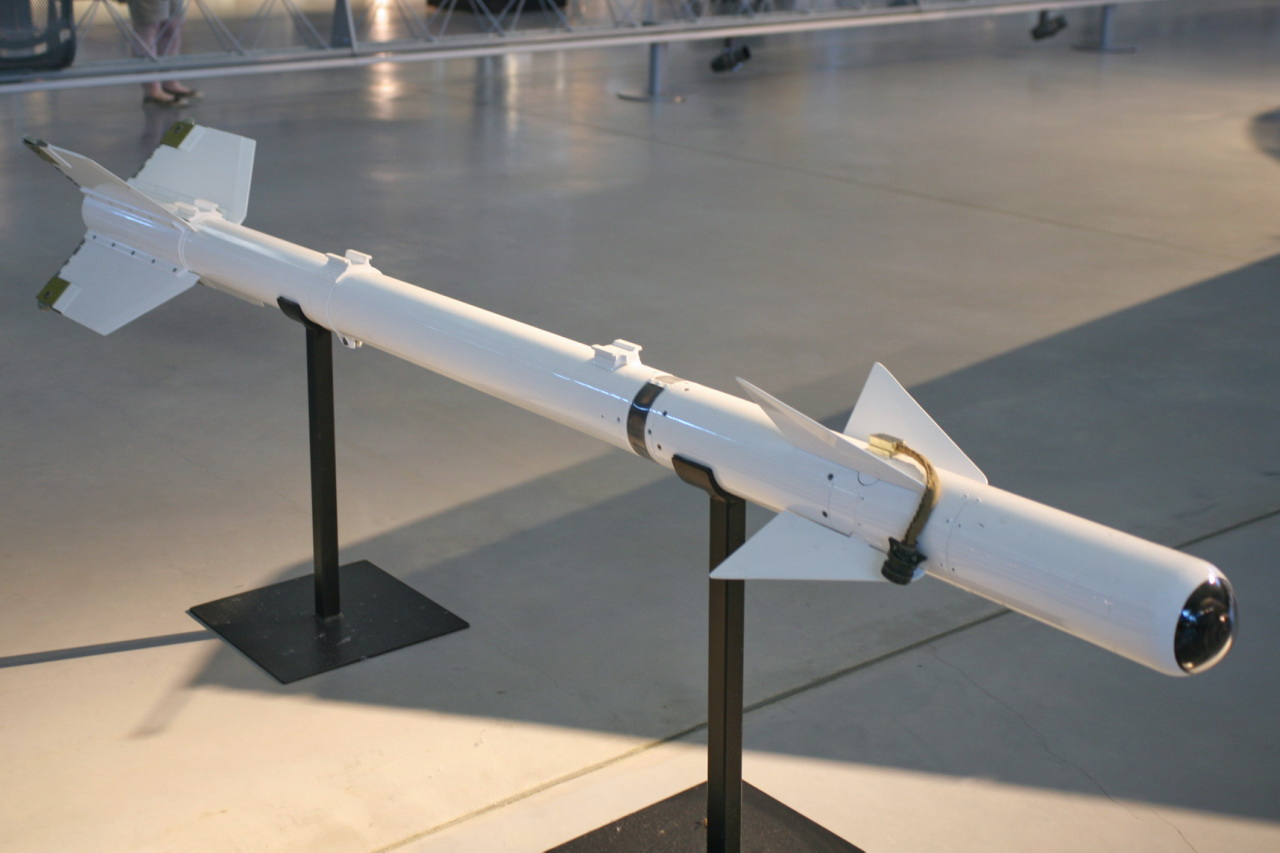
R-13
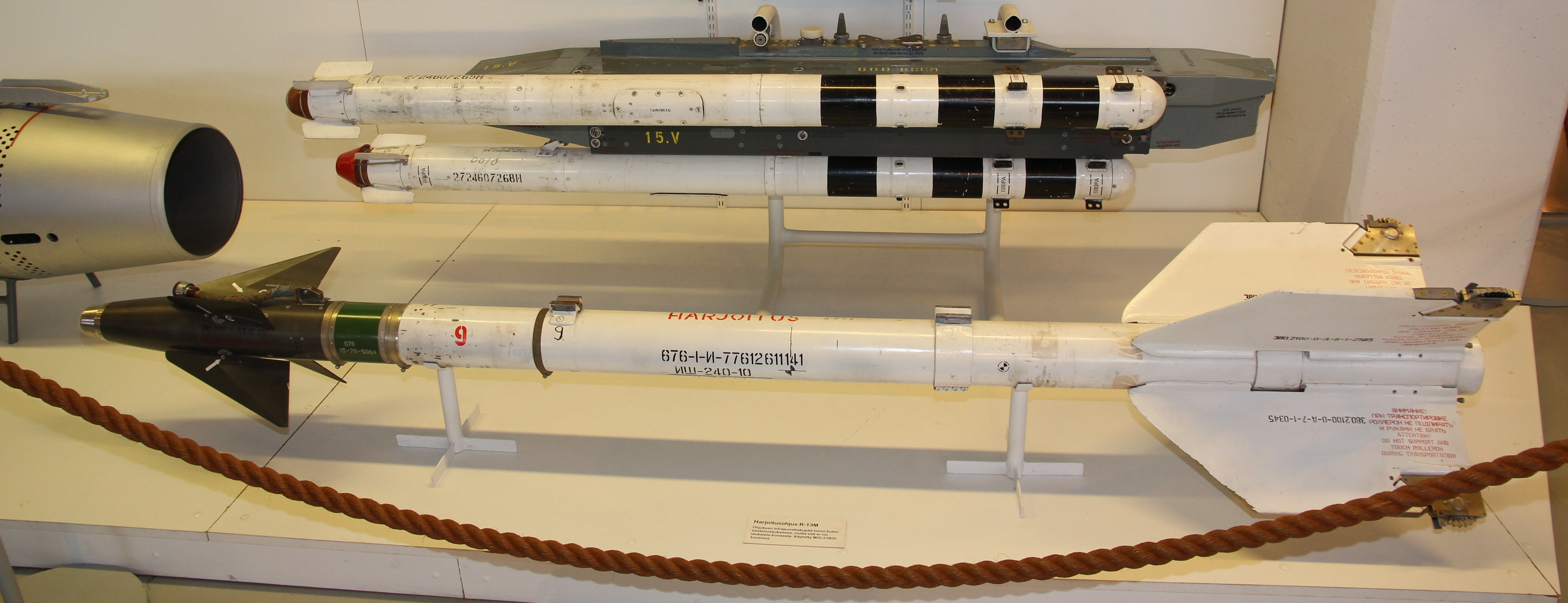
R-13M
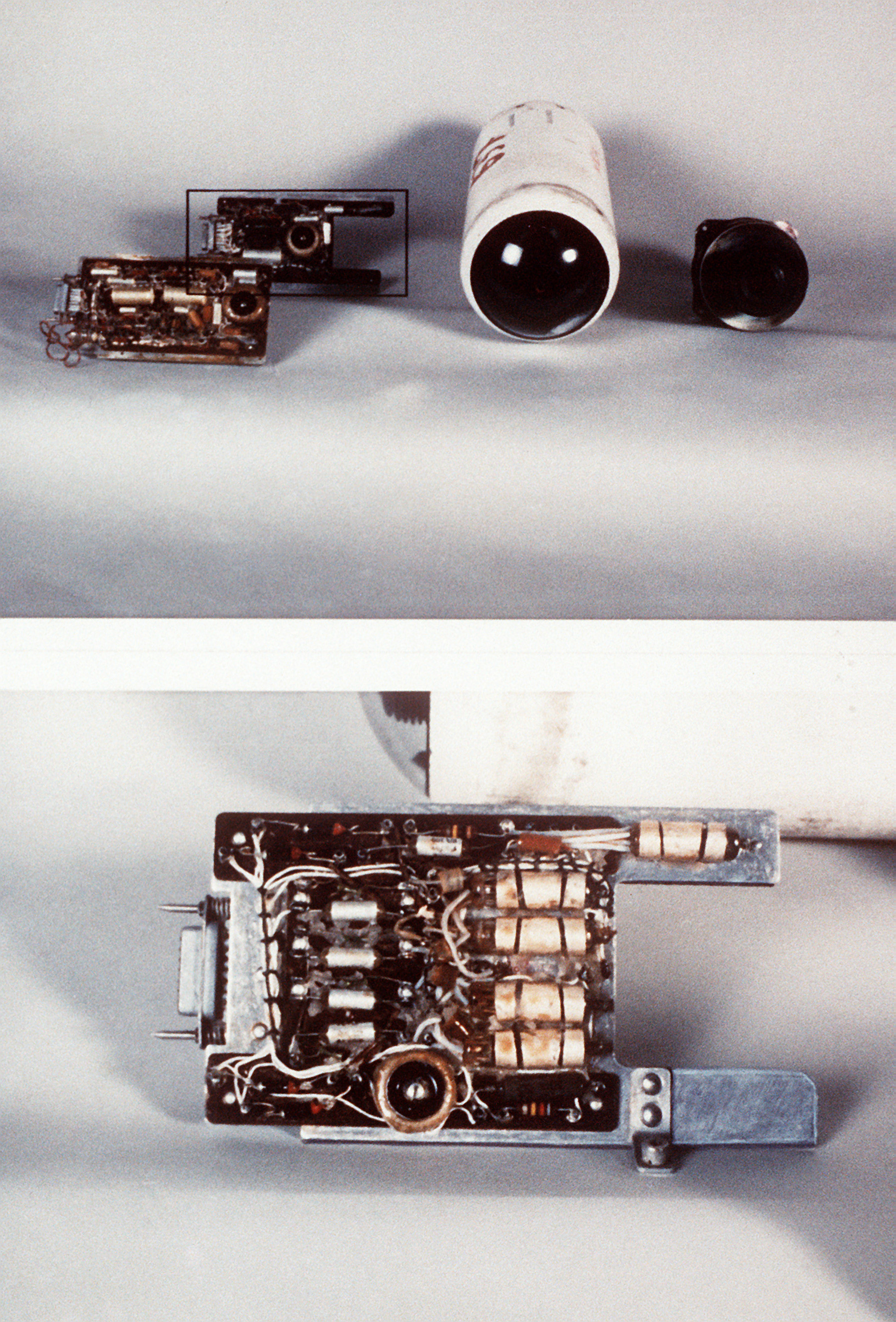
R-3 シーカー部
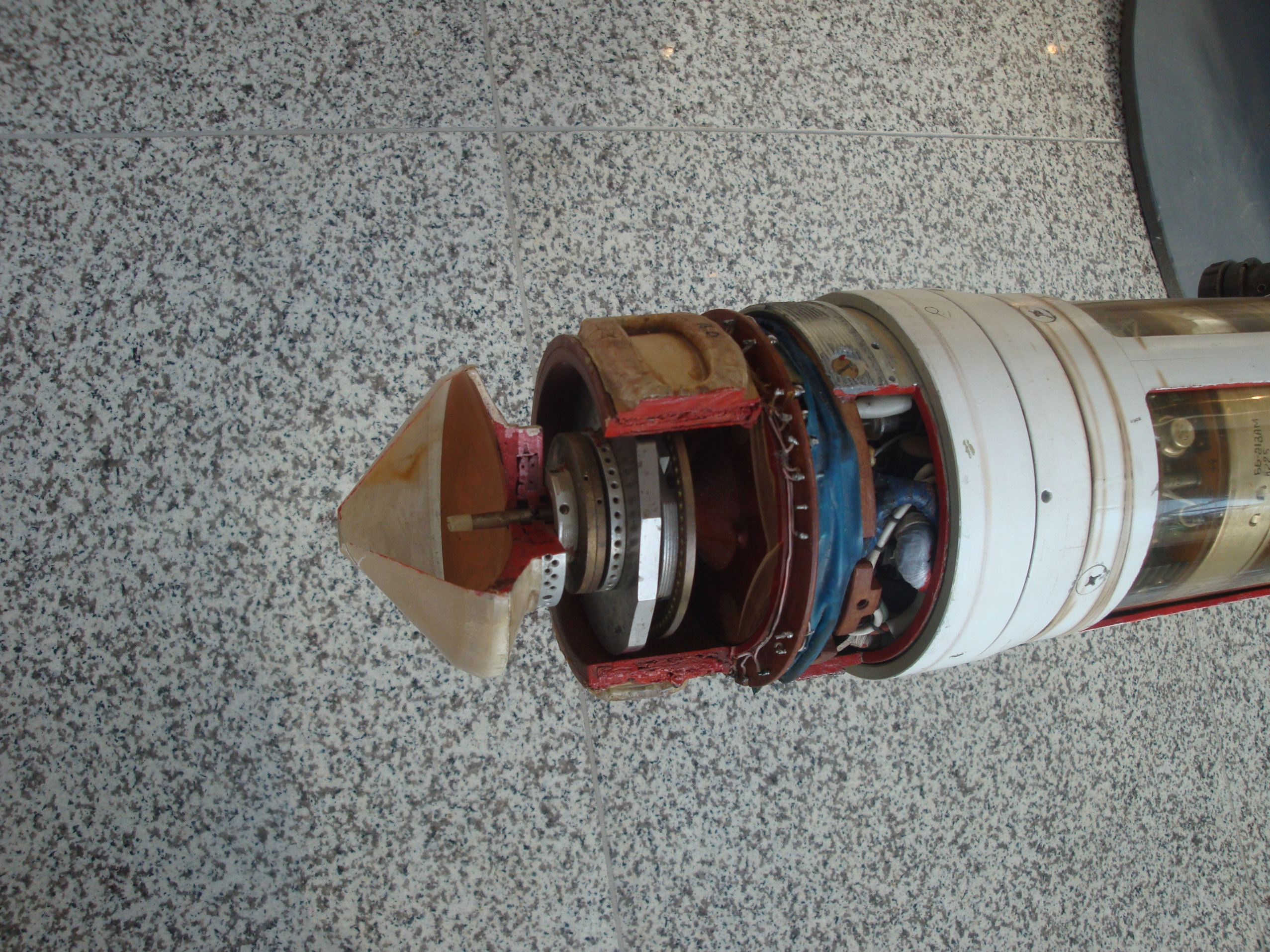
R-3R シーカー部